# Lucas Pollio

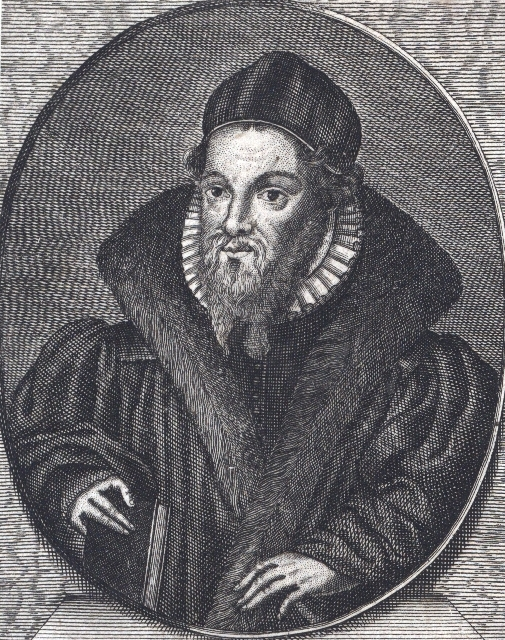
Lucas Pollio

Lucas Pollio (* 10. Juli 1536 in Breslau, Fürstentum Breslau; † 31. Juli 1583 ebenda) war ein deutscher lutherischer Theologe.

## Leben
Nach Schulbesuch in Breslau studierte Pollio in Frankfurt/Oder und Wittenberg. Als Schüler Philipp Melanchthons wurde er 1562 vom Rat zu Breslau zum Lehrer am Elisabethanum und Prediger an der Kirche zu St. Hieronymus berufen. Nachdem er vor allem durch seine Predigttätigkeit Aufmerksamkeit erregt hatte, stattete ihn der Breslauer Rat mit einem Stipendium zum weiteren Studium der Theologie in Leipzig aus. Anschließend wurde er 1656 zum vierten Diakon der Elisabethkirche in Breslau berufen. Bereits 1567 trat er die erste Pfarrstelle an der Magdalenenkirche an, wo er bis zum Tod blieb. 
Lucas Pollio war mit Martha Georgius, Tochter des Senators Joachim Georgius in Breslau, verheiratet. Aus der sechzehnjährigen Ehe stammen die beiden Söhne Joachim (seit 1618 Amtsnachfolger seines Vaters an der Magdalenenkirche zu Breslau) und Lucas Pollio (kurfürstlicher Leibarzt in Berlin).

## Werke
Bekanntheit erlangte Pollio durch seine Predigten. Von diesen wurden mehrere Sammlungen gedruckt, darunter: Jährlicher Kirchen-Cron-Crantz, Leipzig 1620; Sechs Predigten vom jüngsten Gericht, Breslau 1602; Zwo Fastenpredigten von der Hölle, Breslau 1602; Geistliches Betglöcklein christlicher Kirchgänger.
Besondere Wirkung erlangte die Sammlung Sieben Predigten vom ewigen Leben der Kinder Gottes, Breslau 1582. Sie wurde auch ins Lateinische übersetzt (1604) und 1720 nochmals aufgelegt.